# Ayllu
Un ayllu (quítxua o aimara) és una forma de comunitat familiar extensa, originària de la regió andina, amb una descendència comuna –real o suposada– que treballa de forma col·lectiva (ayni) en un territori de propietat comuna. L'ayllu era una agrupació de famílies que es considerava descendent d'un avantpassat comú. El cap s'anomena comunament curaca.
L'Imperi Inca s'organitzava en ayllus que tenien al seu càrrec una extensió de terra que els servia per alimentar-se. Els membres de l'ayllu treballaven la seva terra, però també tenien l'obligació de treballar la terra de l'Estat per tal d'alimentar els governants, els nobles, l'exèrcit, els artistes (entre ells els artesans que treballaven la pedra i les dones que teixien per a l'imperi), els ancians i les persones malaltes que no podien alimentar-se per elles mateixes, pels seus càrrecs o indisponibilitats.
L'Estat també guardava menjar en cas que un ayllu tingués una emergència que no els permetés treballar la terra (per inundacions, terratrèmols o malaltia de gran part de l'ayllu).
Els membres de cada ayllu també havien d'utilitzar part del seu temps per treballar la terra que s'apartava pels déus i els líders religiosos.
A part del treball ja mencionat, cada ayllu havia de proveir homes per a realitzar obres públiques, com ara construir camins, ponts i edificis públics. Aquest treball se l'anomenava mita.
El curaca era el cap de l'ayllu i qui s'encarregava de distribuir les terres, organitzar els treballs col·lectius i actuar com a jutge de la comunitat. El càrrec de curaca no s'heretava, sinó que se seleccionava a través d'un ritual especial; en algunes ocasions eren escollits directament des de Cusco.

## Vincles
Els vincles que mantenien la unitat de l'ayllu eren quatre:

### Vincle religiós o totèmic
Estava representat pel culte al tòtem (avantpassat comú o hualca) que li retien tots els i les integrants de l'ayllu, perquè s'identificaven com els seus descendents.

### Vincle consanguini
Unia a tots els membres de l'ayllu mitjançant el parentiu i per l'intercanvi.

### Vincle territorial
Constituït per la marka, que eren les terres que posseïen els i les membres de l'ayllu; unes amb les altres formaven el territori de la comunitat, on vivien i treballaven els seus habitants. L'inca emperador entregava a cada família una parcel·la de terra, anomenada chakka, i els assignava un conreu específic.

### Vincle econòmic
Consistia en el treball comú i l'ajuda mútua entre tots i totes les integrants de l'ayllu, i de gaudir mitjançant el repartiment comunitari dels fruits que els donava la mare terra (pachamama), essent per aquestes raons un dels llaços o vincles més importants de l'ayllu.